# ويلهلم رالف ميرتون
ويلهلم رالف ميرتون (بالألمانية: Wilhelm Merton)‏ هو رائد أعمال ألماني، ولد في 14 مايو 1848 في فرانكفورت في ألمانيا، وتوفي في 15 ديسمبر 1916 في برلين في ألمانيا.